# Federica Carletti
Federica Carletti (Carrara, 14 marzo 2000) è una pallavolista italiana, schiacciatrice della Megavolley.

## Carriera

### Club
La carriera di Federica Carletti inizia nella stagione 2015-16 in Serie B1 con la Pool Piave, per poi disputare con lo stesso club la Serie B2 nell'annata 2017-18. Nella stagione 2018-19 si accasa al Montecchio Maggiore, in Serie A2, mentre nella stagione 2020-21 passa alla Futura Giovani, sempre in serie cadetta.
Per il campionato 2021-22 viene ingaggiata dal Pinerolo, ancora in Serie A2, con cui conquista la promozione in Serie A1, dove esordisce, indossando la stessa maglia, nella stagione 2022-23. Nell'annata 2023-24 è alla UYBA, mentre in quella successiva veste la maglia del Chieri '76: tuttavia a campionato in corso viene ceduta alla Megavolley, sempre in Serie A1.

### Nazionale
Nel 2017 viene convocata nella nazionale under 18 italiana con cui vince la medaglia d'oro al XIV Festival olimpico estivo della gioventù europea.

## Palmarès

### Nazionale (competizioni minori)
- Festival olimpico della gioventù europea 2017